# Cryptolepis stefanianii
Cryptolepis stefanianii är en oleanderväxtart som beskrevs av Emilio Chiovenda. Cryptolepis stefanianii ingår i släktet Cryptolepis och familjen oleanderväxter. Inga underarter finns listade i Catalogue of Life.